# Rat Pack - Da Hollywood a Washington
Rat Pack - Da Hollywood a Washington (The Rat Pack) è un film per la televisione del 1998 diretto da Rob Cohen che narra le vicende di cinque uomini di spettacolo, Frank Sinatra, Dean Martin, Sammy Davis Jr., Peter Lawford e Joey Bishop, che, a cavallo tra gli anni cinquanta e sessanta, dominarono la scena musicale e non degli Stati Uniti d'America.